# Doratura medvedevi
Doratura medvedevi är en insektsart som beskrevs av Logvinenko 1961. Doratura medvedevi ingår i släktet Doratura och familjen dvärgstritar. Inga underarter finns listade i Catalogue of Life.